# Mangifera rubropetala
Espèce
Statut de conservation UICN

 EW  : Éteint à l'état sauvage
Mangifera rubropetala est une espèce de plante du genre Mangifera de la famille des Anacardiaceae endémique de Malaisie. Elle est éteinte à l'état sauvage.